# Foidonośne gabro
Foidonośne gabro – średnio- lub gruboziarnista zasadowa skała magmowa głębinowa. Należy do grupy diorytoidów i gabroidów. Zawiera 90% plagioklazów w stosunku do skaleni potasowych (do 10%), 25–60% minerałów ciemnych. Skaleniowce występują w ilości do 10%. Na diagramie klasyfikacyjnym QAPF foidonośne gabro zajmuje wraz z foidonośnym diorytem pole 10'.

## Skład mineralny
Plagioklazy – labrador, bytownit, skaleń potasowy, pirokseny (augit, diopsyd, hipersten), ortoklaz, mikroklin, amfibole, biotyt, oliwiny, skaleniowce (leucyt, nefelin, analcym, sodalit). W zależności od rodzaju występujących skaleniowców tworzy się lokalną nazwę skały). Minerały akcesoryczne: ilmenit, magnetyt, tytanit, rutyl, apatyt, granaty, korund.

## Cechy zewnętrzne
Barwa szarozielona, zielona, zielonoczarna, czarna. Przełam nierówny, ziarnisty.

## Budowa wewnętrzna
Jawnokrystaliczna, równo-różnokrystaliczna, drobno-, średnio-, grubokrystaliczna, bezładna, rzadko kierunkowa, zbita.